# Abadia de Nogent-sous-Coucy
L'Abadia de Nogent-sous-Coucy és una antiga abadia benedictina que podem trobar a prop de Craonne, al departament d'Aisne, (regió de Picardia), França.
Antigament situada sobre la riba dreta de la riba de l'Ailette, l'abadia benedictina de Nogent-sous-Coucy va ser fundada el 1059 per Albéric senyor de Coucy, amb la seva esposa Ade de Marle i la seva sogra Mathilde.
Construïda sobre l'emplaçament d'una antiga capella dedicada a la Santa Verge, l'abadia va ser pròspera el temps que van ser sota la protecció dels senyors de Coucy.
El cèlebre cronista Guibert de Nogent (1053 - † 1124) hi va ser designat abat el 1104.
El 1789 l'abadia va ser desmantellada i va servir llavors de pedrera.